# Ragdoll
Ragdoll（ラグドール）は2007年に結成された日本の音楽ユニットである。元・Fortuna（フォルトゥナ）として現在と同じメンバーで活動しているため正確な音楽活動期間は2003年からとなる。

## メンバー
Tatsugoo（タツグー）
プロデュース、作曲、編曲、プログラミング、DJ、アートディレクション担当。山梨県甲府市出身。血液型A型。10月20日生まれ。
Yummi（ユミ）
ボーカル、ダンス及び作詞担当。本名は川鍋ゆみ。埼玉県三芳町出身。血液型A型。3月23日生まれ。

## 概要・来歴

### Ragdoll結成
2007年7月18日 Ragdoll 正式結成。
2008年4月4日、ライブドアのトップページを飾る（『Ragdollハッシュハッシュ de マッシュアップ↑↑』開催）。

### 結成以前「Fortuna」時代
2002年 LiveHouseで別ユニットとして活動していたChaos(現：Tatsugoo)のLiveに居合わせたボーカリストYumi(現：Yummi)が出会い「新たな音楽の探求」の名の下に意気投合し楽曲制作を始め1年の歳月をかけて2人の共通のルーツである「ダンスミュージック」をベースに多種多様な音楽を融合させた音楽性を見出す。
2003年1月1日 Ragdollの前身となるFortuna（フォルトゥナ）を正式結成。月一回のペースで都内主要ライブハウスにてLIVEを行う。

2004年 総勢約5000名の中より坂口憲二と蛯原友里が出演するゼスプリゴールドキウイのCMソングアーティストに抜擢される。同CM曲「ONE WISH」（2004年6月30日）にてメジャーデビュー。J-POPシングル・ウイークリー・チャート20位（※集計期間：2004/07/12 〜 2004/07/18）を記録。その後セカンドシングル「Mirrors」（2004年10月20日）をリリース。
2005年〜2006年　約2年間の活動休止を発表。2人での楽曲制作は続けつつYumi(現：Yummi)とChaos(現：Tatsugoo)はそれぞれ編曲家としての活動／海外での音楽探究やダンスミュージック以外のフィールドでのソロ活動に2年を費やす。

## 特徴

### 音楽
彼らは自身の音楽性を「EPIC POP」と銘打って表現している。

### 名前の由来
Ragdollという名前はサウンドプロデューサーのTatsugooが大の猫好きだということと、彼の音楽スタジオの色が青というところから、インスピレーションの源であるそのスタジオの色と、
青い瞳を持った同名の種類の猫・ラグドールに由来する。ちなみにアーティストカラーは青である。

## ディスコグラフィ

### デジタル・シングル(配信）
- Faith （2007年10月31日）
- Cycletime （2007年12月05日）

### シングル（CD）
- Wings of Heart （2008年8月6日）
  1. Wings of Heart
  2. Skyscape
  3. Together
  4. Wings of Heart-Instruments-

### ミニアルバム
- POPSTICK -Epic Pop Side-（2007年11月14日）
  1. ArrivaL
  2. Faith（テレビ東京系『音流』2007年11月度エンディングテーマ）
  3. beautiful love
  4. Illusion
  5. monochrome eyes
  6. over
- ELECTRO -Electronica Side-（2007年12月19日）
  1. Sphnxi
  2. outgrow
  3. Cycletime（日本テレビ系『ポシュレデパート深夜店』2007年12月エンディングテーマ）
  4. Crazy Mission
  5. Hyperion
  6. LUNA

### アルバム
- Raxual （2008年6月4日）
  1. KRUSTY
  2. HushHush
  3. Trouper -interlude-
  4. Rescue me（日本テレビ系「ラジかるッ」2008年6月エンディングテーマ）
  5. Psychedelicious -interlude-
  6. over
  7. beautiful love
  8. Faith
  9. Rendez-vous -interlude-
  10. Cycletime
  11. outgrow
  12. Trinity -interlude-
  13. LUNA
  14. eternity

### 関連記事
- livedoor ニュース - Ragdoll「ハッシュハッシュ de マッシュアップ↑↑」